# Собор Покрова Пресвятой Богородицы (Урюпинск)
Собор Покрова Пресвятой Богородицы (Покровский собор) — православный храм в городе Урюпинске Волгоградской области, с 2012 года — кафедральный собор Урюпинской епархии Русской православной церкви.

## История
Деревянный храм в честь Покрова Пресвятой Богородицы был построен в станице Урюпинской в 1717—1740 годах. Место оказалось неудачным — около яра и заносилось песком, поэтому 28 апреля 1778 года её перенесли на новое место, а в октябре освятили. В 1785 году тщанием прихожан началось строительство каменной Покровской церкви с трёхъярусной колокольней, которую освятили 27 октября 1792 года. Архитектура храма — типичный образец раннего классицизма с элементами барокко. Вскоре в новый храм перенесли чудотворная Урюпинскую икону Божией Матери.
При храме были открыты приходское училище и богадельня.

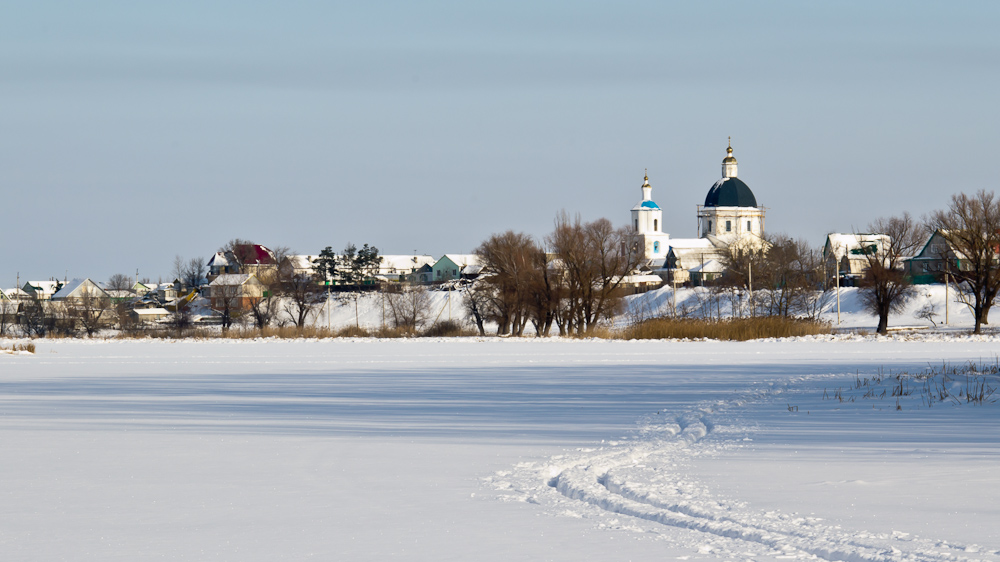
Вид на Покровский собор

В 1922 году под предлогом «помощи голодающим Поволжья» коммунисты изъяли из церкви серебряные предметы богослужебного характера. В эти же годы была разобрана каменная ограда вокруг храма, в 1929 году сняты колокола, включая самый большой весом 106 пудов. В 1930 году церковь была закрыта.
В годы Великой Отечественной войны в 1943 году храм был вновь открыт.
В 2011 году началась реставрация храма. В 2012 году он стал кафедральным собором новообразованной Урюпинской епархии. С чудотворной Урюпинской иконой Божией Матери ежегодно проводится крестный ход по епархии. При храме работает воскресная школа и библиотека.
Настоятель храма — епископ Урюпинский и Новоаннинский Елисей (Фомкин).

## Святыни
- В Покровском кафедральном соборе хранится чудотворная Урюпинская икона Божией Матери.
- Частицы мощей чтимых святых.